# Malou Prytz
Malou Trasthe Prytz, folkbokförd Ellen Eivor Malou Traste Prytz, född 6 mars 2003 i Ryd i Tingsryds kommun, är en svensk sångerska och låtskrivare.
Prytz deltog i Melodifestivalen 2019 med låten "I Do Me" skriven av Isa Tengblad, Elvira Anderfjärd, Fanny Arnesson och Adéle Cechal. Hon tävlade i andra deltävlingen i Malmö och tog sig där direkt till final.
Prytz tävlade i första deltävlingen i Melodifestivalen 2020, där hon tog sig till andra chansen. I andra chansen blev hon utslagen ur tävlingen av Paul Rey. Prytz medverkade i den första deltävlingen av Melodifestivalen 2022 med låten "Bananas", som åkte ut med en sistaplacering. Hon återvänder till Melodifestivalen 2025 med låten 24K Gold, som hon har skrivit tillsammans med Anderz Wrethov, Jimmy "Joker" Thörnfeldt och Julie "Kill J" Aagaard.